# منحة دراسية

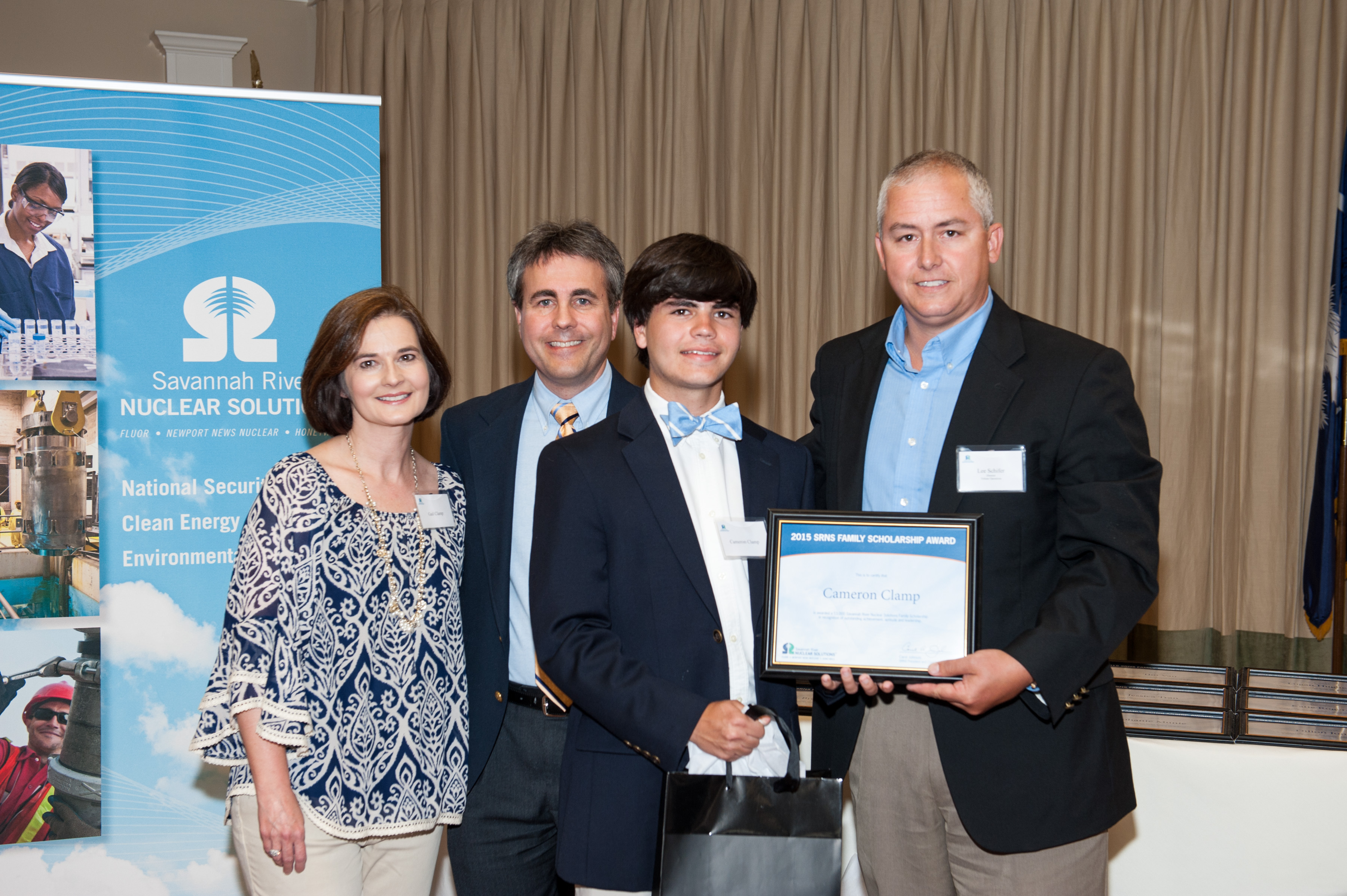
شاب (ذو ربطة عنق) يتلقى منحة دراسية في احتفال.

المنحة الدراسية أو البعثة دعم مادي يعطى للطالب من أجل استكمال دراسته، وتعطى المنح على أساس معايير عدة، وغالبا ما تعكس قيم ومقاصد المانحين. وأموال المنح الدراسية لا يطلب إعادتها.
يمكن تقسيم المنح الدراسية إلى الأساس التي تنبني عليه:
- الاستحقاق
- الرياضة
- الحاجة
- العرق
- المؤسسة
- عامة، متاحة للجميع

كما يمكن تقسيم المنح الدراسية حسب الدرجة الأكاديمية (بكالوريوس - ماجستير - دكتوراة - الدراسات القصيرة والبحث والتدريب.)
أما عن الجهات التي تقدم المنح الدراسية فهي متنوعة، ومنها:
- الحكومات، إذ تقوم كثير من حكومات العالم بتقديم منح دراسية لمواطنيها أو للطلبة الأجانب للدراسة فيها، على سبيل المثال منحة الحكومة التركية.
- الجامعات: تقدم معظم جامعات العالم منح دراسية لطلابها المحليين والأجانب، سواء لأسباب أكاديمية أو إنسانية. فيما تهتم العديد من جامعات الدول المتقدمة بتقديم منح دراسية بهدف جذب الطلاب الأجانب.
- الجمعيات الخيرية.